# Hervé Falloux
Pour les articles homonymes, voir Falloux.
Hervé Falloux, né le 23 mars 1960, est un comédien et metteur en scène français.

## Biographie
Formé à l'École nationale supérieure des arts et techniques du théâtre (ENSATT), Hervé Falloux a joué dans une cinquantaine de pièces d'auteurs classiques et contemporains. Il met en scène depuis plusieurs années des pièces contemporaines et des adaptations théâtrales.
Il est aussi régulièrement engagé pour tourner pour le cinéma et/ou la télévision.

### Vie privée
Il est père de trois filles. 

## Théâtre

### Comédien
- 2011 : Les Arpenteurs[1], mise en scène Stéphane Olry, théâtre de l'Aquarium (Cartoucherie) et tournée
- 2010-2011 : Au nom du Fils, mise en scène Étienne Bierry, théâtre de Poche Montparnasse et tournée
- 2008-2009 : Le cœur n'est pas moderne, mise en scène Hervé Falloux, théâtre de l'Atalante et tournée
- 2007 : Debrayage, mise en scène Gilles Guillot, Festival d'Avignon
- 2007 : La Mégère apprivoisée, mise en scène Séverine Vincent, en tournée
- 2005 : Fleurs et affinités, mise en scène Xavier Lemaire, théâtre de la Huchette
- 2005-2006 : La Mère confidente, mise en scène Jean-Paul Bazziconi, théâtre 14 et tournée
- 2004 : On ne badine pas avec l'amour, mise en scène Jean-Paul Bazziconi, Vingtième Théâtre et tournée
- 2003 : Quel petit vélo à guidon chromé au fond de la cour ? mise en scène Gérard Abéla, théâtre 14 et tournée
- 2002-2003 : Meurtre, mise en scène Isa Mercure, théâtre du Chaudron (Cartoucherie)
- 2001 : L'Aiglon, mise en scène Marion Bierry, théâtre du Grand Trianon
- 2000 : BC.BG, mise en scène Jean Bois, théâtre national de Marseille (La Criée) et théâtre de la Madeleine
- 1999 : Après la pluie, mise en scène Marion Bierry, Théâtre de Poche Montparnasse  (Molières de la meilleure pièce comique)
- 1999 : Derniers Remords avant l'oubli, mise en scène Sophie Duprez-Thébault en tournée
- 1998 : Les Perdrix, mise en scène Clotilde Ramondou, Festival d'Avignon "IN" et tournée
- 1998 : Horace, mise en scène Marion Bierry, théâtre de l'Œuvre
- 1997 : Le jeu de l'amour et du hasard, mise en scène Philippe Ferran, théâtre de l'Atelier
- 1997 : Cûchulainn, mise en scène Natasha Cashman en tournée
- 1996 : Le Chant des Chants, mise en scène de Patrick Haggiag au théâtre national de l'Odéon
- 1996 : Une chambre sans fenêtre, mise en scène Stéphane Olry, Ménagerie de verre
- 1995 : Peines d'amour perdues, mise en scène Laurent Pelly, théâtre national de l'Odéon
- 1995 : Le Gala du grand théâtre de l'Oklahoma, mise en scène Stéphane Olry, théâtre de l'Île Saint-Louis
- 1994 : Mars, mise en scène Clotilde Ramondou, théâtre Paris-Villette, théâtre Montorgueil, Ménagerie de verre et tournée
- 1993 : Les Jeunes pères, mise en scène Philippe Ferran, théâtre de Dix heures
- 1992 : Ubu roi, mise en scène Roland Topor, théâtre national de Chaillot
- 1992 : Les Arts et Métiers, mise en scène Alain Germain, chapelle des Arts et Métiers
- 1991 : Les Hommes en noir (spectacle de clowns), Michel Dalaire, festivals
- 1990 : Les Farces et les Précieuses ridicules, mise en scène Francis Perrin, festivals et tournée
- 1990 : La Mégère apprivoisée, mise en scène Francis Perrin, festivals et tournée
- 1988 : La Nuit des rois, mise en scène Dominique Liquière, tournée
- 1987 : Le Fils, mise en scène François Rancillac, La Cigale
- 1986 : Les Catules, mise en scène Emmanuel Ostrovski, Centre culturel suisse et tournée
- 1986 : Le 7e Tigre du Bengale, mise en scène Stéphane Olry, théâtre des Bouffes du Nord
- 1985 : La guerre de Troie n'aura pas lieu, mise en scène Odile Mallet, festivals
- 1985 : Le Premier Magistrat, mise en scène Stéphane Olry, théâtre de la Bastille
- 1984 : L'École des femmes, mise en scène Odile Mallet, théâtre Mouffetard et festivals
- 1984 : Les Masques, mise en scène Michel Guyard, festivals et tournée
- 1984 : Les Fourberies de Scapin, mise en scène Michel Guyard, théâtre en Rond
- 1983 : L'Avare fastueux, mise scène scène Michel Guyard, festivals
- 1983 : La Surprise de l'amour, mise en scène Brigitte Jaques, théâtre 347 et tournée
- 1982 : Le Malade imaginaire, mise en scène Michel Guyard, théâtre en Rond
- 1981 : Thérèse Raquin, mise en scène Raymond Rouleau, au TBB

### Mise en scène
- 2016 : 5 jours en mars, Scène nationale d'Évry
- 2015 : Nuits Blanches, Théâtre de l'Œuvre, Paris
- 2013 : Un privé à Babylone[2], Festival d'Avignon
- 2011 : Les Arpenteurs, théâtre de l'Aquarium (collaboration artistique)
- 2011 : Hic Sunt Leones, théâtre de l'Aquarium, Festival d'Avignon "In" (collaboration artistique)
- 2011 : Clients, Grande Halle de la Villette, théâtre Paris-Villette (co-mise en scène)
- 2009 : Yo tango solo, théâtre de Montpellier
- 2008 : Le cœur n'est pas moderne, théâtre de l'Atalante et tournée
- 2005 : Où étais-tu pendant la nuit ?, théâtre Paris-Villette, (Collaboration artistique)

## Filmographie

### Cinéma
- 2013 : L'Enquête de Vincent Garenq : Dominique de Villepin
- 2006 : Mauvaise Foi de Roschdy Zem : le médecin
- 2005 : Céleste de Valérie Gaudissart : le facteur
- 2004 : La confiance règne d'Étienne Chatiliez : le docteur
- 2004 : Arsène Lupin de Jean-Paul Salomé : le maître d'hôtel
- 2003 : Le Rôle de sa vie de François Favrat : l'infirmier
- 2001 : Mes insomnies de Valérie Gaudissart
- 2001 : J'ai faim !!! de Florence Quentin : Bourdon
- 1999 : Pas de scandale de Benoît Jacquot
- 1996 : Le Temps retrouvé de Raoul Ruiz : monsieur Redingote Lou : le présentateur
- 1989 : Un monde sans pitié de Éric Rochant : Denis

### Télévision
- 2016 : Professeur T (série TV) - épisode : L'Origine du monde de Jean-Christophe Delpias : Jean Berthelot
- 2016 : Verbatims de Jean-Teddy Filippe : député frondeur
- 2014 : Travelingue téléfilm de Gérard Jourd'hui : le ministre
- 2010 : Les Virtuoses (série TV) - épisode : Le Diamant magnifique  de Claude-Michel Rome
- 2009 : Beauté fatale, téléfilm de Claude-Michel Rome : l'ami tennisman
- 2009 : Juste un peu d'amour, téléfilm de Nicolas Herdt : photographe
- 2009 : Au siècle de Maupassant : Contes et nouvelles du XIXe siècle - épisode : Pour une nuit d'amour de Gérard Jourd'hui : Germain
- 2008 : Seule, téléfilm  de Fabrice Cazeneuve : l'homme 3 bureau enquête
- 2007 : Les Prédateurs de Lucas Belvaux : homme réunion
- 2007 : Fais pas ci, fais pas ça - épisode : Solidarité familiale  de Pascal Chaumeil : père David
- 2007 : Paris, enquêtes criminelles - épisode : Un homme de trop de Bertrand Van Effenterre
- 2007 : Père et Maire - épisode 3 saison 6 : Mariage à trois de Patrick Volson : docteur Saffar
- 2006 : L'État de Grace de Pascal Chaumeil  (série TV) : Fabien Cortez
- 2005 : Avocats et Associés de Christophe Barraud : juge Aff. Lemieux
- 2002 : Alice Nevers : Le juge est une femme - épisode : L'Ami d'enfance de  Charlotte Brandström : le médecin légiste
- 2001 : Une autre femme de Jérôme Foulon
- 2001 : Commissaire Moulin - épisode : Commando quatre pattes de Gilles Béhat
- 2001 : Nestor Burma - épisode : N'appelez pas la police  de David Delrieux : le prêtre à l'enterrement
- 2000 : Alice Nevers : Le juge est une femme - épisode : Suspectes de Pierre Boutron : le médecin légiste
- 1999 : Joséphine, ange gardien - épisode : Une santé d'enfer d'Henri Helman
- 1998 : Nestor Burma - épisode : La plus noble conquête de Nestor  de Philippe Laïk : l'assureur
- 1998 : Marc Eliot - épisode : Le Passé d'une femme de Josée Dayan
- 1996 : L'Impromptu de Versailles, Les Précieuses ridicules de Philippe Marouani
- 1995 : Sylvie et Compagnie d'Emmanuelle Dubergey
- 1994 : Saint-Exupéry : La Dernière Mission de Robert Enrico : journaliste
- 1991 : Cas de divorce - 5 épisodes (séries TV) : le journaliste
- 1991 : Le Piège de Serge Moati
- 1991 : Vénus, Apollon & Cupidon de Stéphane Bertin
- 1990 : Valse triste de Philippe Galardi
- 1988 : L'Épreuve d'amour d'Alain Schwartzstein
- 1987 : Loin du nid de Françoise Bettiol
- 1986 : La Clef de Dominique Prévot
- 1984 : Virginia de Gilles Katz
- 1984 : Rubis, téléfilm de Daniel Moosmann : Ange Talerman
- 1983 : Une mère russe de Michel Mitrani